# Rheasilvia
A Rheasilvia a 4 Vesta kisbolygó felszínén található – nagy valószínűséggel – becsapódás következtében létrejött kráter. 505 kilométer széles, ami a Vesta átmérőjének 90%-a. A Naprendszer egyik legnagyobb krátere és a déli félgömb nagy részét felöleli. A kráter közepén található hegy 200 kilométer átmérőjű és 22,0 kilométer magas, amivel a legmagasabb hegycsúcs a Naprendszerben.

## Felfedezése
A krátert a Hubble űrtávcső felvételein fedezték fel 1997-ben, de csak 2011-ben nevezték el, miután a Dawn is lefényképezte. Nevét Rhea Silvia mitológiai alakról kapta, aki Romulus és Remus, Róma alapítóinak anyja volt.

## Galéria
- A Vesta déli oldalának térképe, a Rheasilvia központi csúcsa pirossal látható a kép közepén
- A Hubble 2007-es felvétele. A jobb alsó oldalon látható sík terület a kráter
- A Vesta déli sarka, ahol a Rheasilvia található
- A Rheasilviát és a Veneneiát mutató térkép